# Prochora
Prochora is een monotypisch geslacht van spinnen uit de  familie van de Miturgidae (spoorspinnen).

## Soort
- Prochora lycosiformis Pickard-Cambridge, 1872